# Taufbecken (Allas-Champagne)

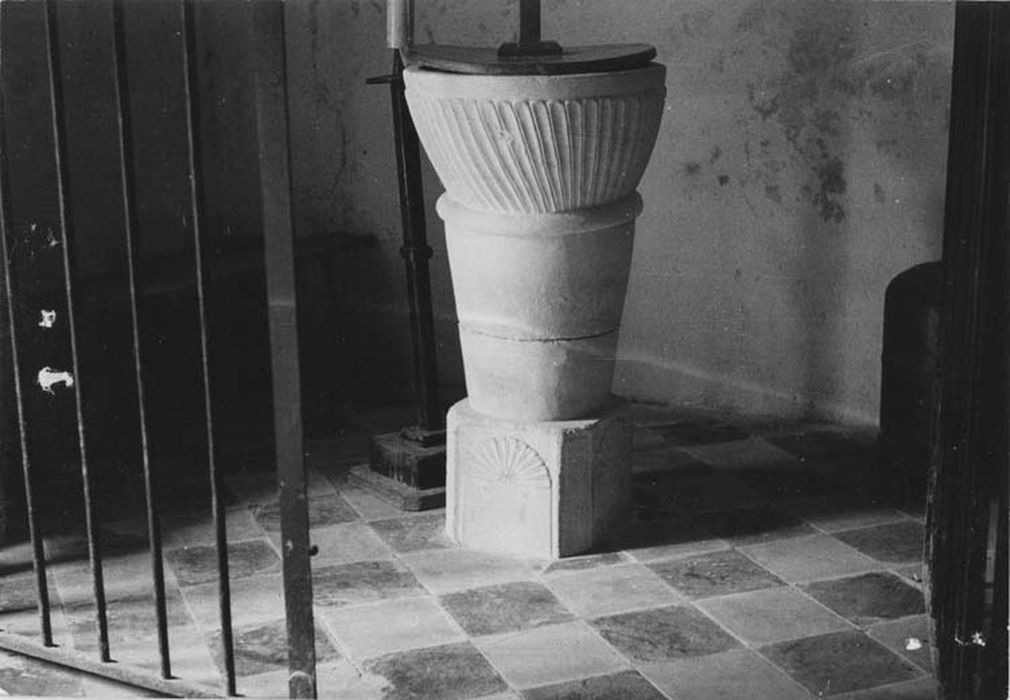
Taufbecken in Allas-Champagne

Das Taufbecken in der Kirche Notre-Dame-de-l'Assomption in Allas-Champagne, einer französischen Gemeinde im Département Charente-Maritime der Region Nouvelle-Aquitaine, wurde im 19. Jahrhundert geschaffen. 
Im Jahr 1976 wurde das Taufbecken als Monument historique in die Liste der geschützten Objekte (Base Palissy) in Frankreich aufgenommen.
Das ovale Taufbecken aus Stein steht auf einem rechteckigen Sockel, mit Reliefs an den Seiten, und einem runden Schaft. Das Becken hat eine schräge Kannelierung. 